# Autobahn (песня)
| Оценки критиков | Оценки критиков |
| Источник        | Оценка          |
| --------------- | --------------- |
| AllMusic        | Без оценки      |

«Autobahn» — песня немецкой группы Kraftwerk.
Песня «Autobahn» в исполнении группы Kraftwerk входит в составленный Залом славы рок-н-ролла список 500 Songs That Shaped Rock and Roll. Песня популяризовала пульсирующий ритм «моторик», ставший одной из визитных карточек краут-рока.

## Чарты
| Чарт (1975)                       | Наив. поз. |
| --------------------------------- | ---------- |
| Австралия (Kent Music Report)     | 30         |
| Канада (Canadian Singles Chart)   | 12         |
| Германия (German Singles Chart    | 9          |
| Ирландия (Irish Singles Chart)    | 20         |
| Великобритания (UK Singles Chart) | 11         |
| США (Billboard Hot 100)           | 25         |